# Balacra alberici
Balacra alberici är en fjärilsart som beskrevs av Abel Dufrane 1945. Balacra alberici ingår i släktet Balacra och familjen björnspinnare. Inga underarter finns listade i Catalogue of Life.